# Stratavarious
Stratavarious es un álbum del batería británico de la banda Cream Ginger Baker, lanzado a través de Polydor en 1972. Stratavarious es el único disco lanzado bajo el nombre de Ginger Baker. La formació en Stratavarious incluye a Bobby Tench, vocalista y guitarrista de The Jeff Beck Group, que toca con el pseudónimo Bobby Gass y el nigeriano, Fela Ransome-Kuti.
TEl álbum se reeditó a través de Polygram en 1998 en el Reino Unido, Atco en Estados Unidos y  RSO en Japón, bajo el título de Do What You Like, junto a temas de Ginger Baker's Air Force y Live! de Fela Kuti.

## Lista de canciones
1. "Ariwo"
2. "Tiwa (It's Our Own)"
3. "Something Nice"
4. "Ju Ju"
5. "Blood Brothers 69"
6. "Coda"

## Personal
- Ginger Baker - batería
- Guy Warren - batería en "Blood Brothers 69"
- Fela Ransome-Kuti - órgano, voz, piano, percusión
- Bobby Gass - bajo
- Sandra Danielle - voz
- Alhaji Brimar - percusión